# Quem quaeritis?
A latin Quem quaeritis? kérdés (Latinul a "Kit kerestek?") a középkori húsvéti liturgia négy sorára utal, amiből később kialakult a középkori liturgikus dráma, amely szintén ismert mint Visitatio sepulchri ("A szent sír felkeresése"). E közjátékot vezették be a liturgiába a X. században mint egy új műfaját a liturgikus szertartásnak:

Interrogatio. Quem quaeritis in sepulchro, o Christicolae?
Responsio. Jesum Nazarenum crucifixum, o caelicolae. 
Angeli. Non est hic; surrexit, sicut praedixerat. Ite, nuntiate quia surrexit de sepulchro

Kérdés [az Angyalok]: Kit kerestek a sírban, ó keresztények?
Válasz [a Máriák]: a Názáreti Jézust, a keresztre feszítettet, ó mennyeiek.
Az Angyalok: nincs itt, feltámadott, ahogy megjósolta. Menjetek, hirdessétek, hogy feltámadott a sírból.
—John Gassner, szerkesztő, Középkor, Tudor Drama

A sorok elhangzása után a kórus Halleluját énekelt.
A Quem quaeritis? szóváltás - egy kérdés, egy válasz, majd egy parancs a Krisztus sírjánál álló angyalok és a három Mária (Szűz Mária, Mária Magdolna, Mária, Lázár nővére) között. A konkrét kérdés, hogy "Quem quaeritis?" "Kit kerestek?" valójában nem a Lukács 24-ből származik, a valódi szöveg abban a részben így hangzik: "Miért keresitek az élőt a holtak között? Nincs itt, hanem feltámadott". A valódi kérdés a nem-kanonikus Péter Evangéliumából származik: 
"És nyitva találták a sírt, és közelebb mentek és benéztek oda; majd látták, hogy egy fiatal ember ül a sír közepén, gyönyörű arccal, egy világos köntösben:
Miért jöttetek? Kit kerestek? Őt, a keresztre feszítettet? Feltámadott, majd elment. De ha ti nem hiszitek, nézzétek meg a helyet, ahol feküdt, nincs itt; mert feltámadott, s elment oda, ahonnan egyszer ide elküldték.
Aztán a nők rettegve elmenekültek."
A kanonikus evangéliumokban Mária Magdolna, Joanna, Mária (János anyja), valamint egy "másik nő" volt jelen az eseményen.

## Fordítás
Ez a szócikk részben vagy egészben  a   Quem quaeritis? című angol Wikipédia-szócikk ezen változatának fordításán alapul.  Az eredeti cikk szerkesztőit annak laptörténete sorolja fel. Ez a jelzés csupán a megfogalmazás eredetét és a szerzői jogokat jelzi, nem szolgál a cikkben szereplő információk forrásmegjelöléseként.